# Бодаштарт

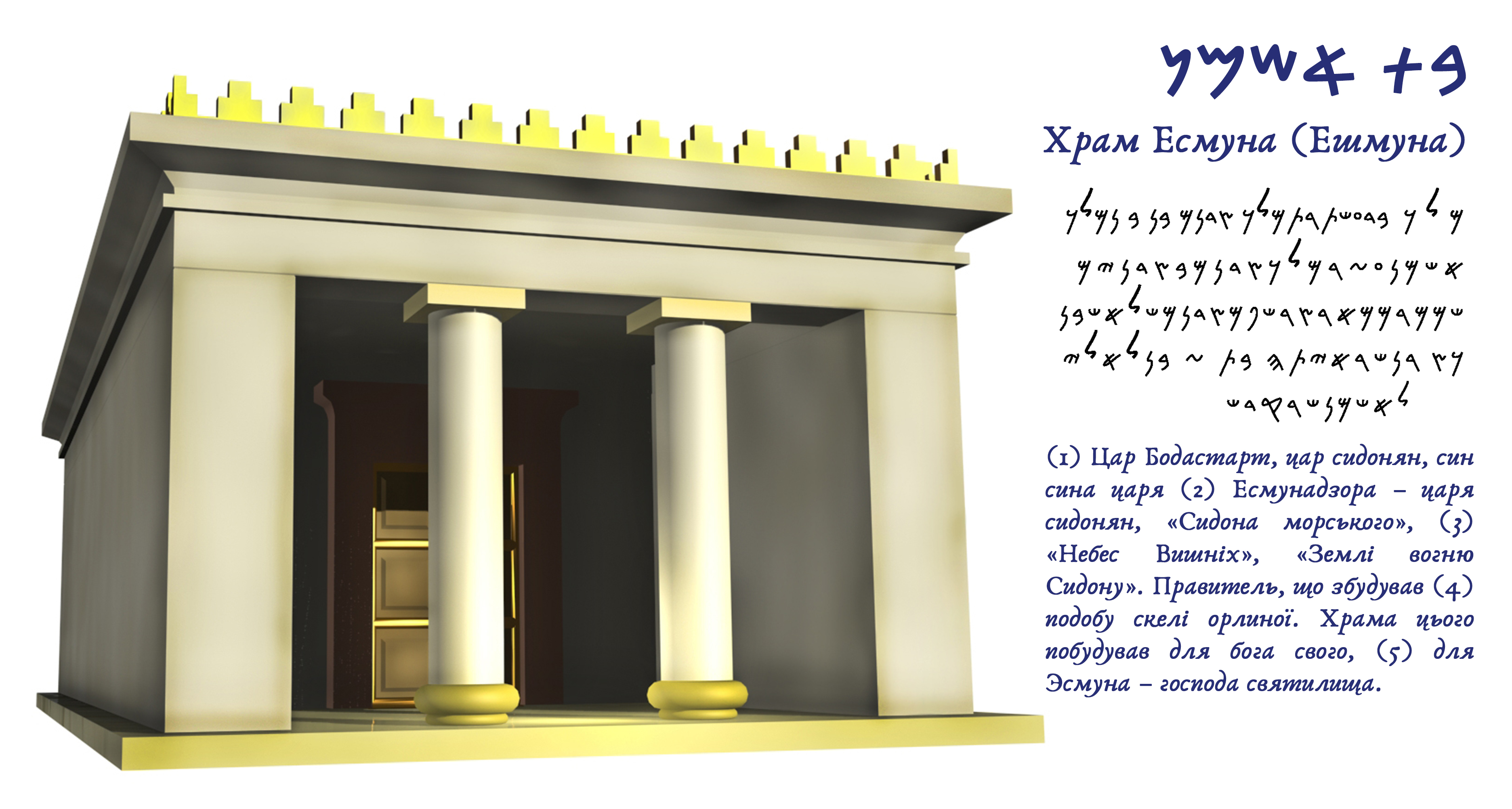
Храм Есмуна (Ешмуна) ост. чв. VI - сер. IV ст. до н.е.

Бодаштарт I, Бодаштарт (фінік.  ) — цар фінікійського міста Сідон у 461 — 455 рр. до н. е., онук Ешмуназара I.
Отримав владу в юному віці — після несподіваної смерті свого двоюрідного брата Ешмуназара II. Усе правління Бодаштарта I проходило в протистоянні з «мужами Сідона» — найповажнішими представниками міської громади, що водночас представляли торговельну верхівку міста. Помер в середині 450-х років до н.е. Його владу спадкував син Ятанмілку.